# Ruslana Raschkawan
Ruslana Raschkawan (* 18. März 1997) ist eine belarussische Leichtathletin, die im Sprint und Hürdenlauf an den Start geht.

## Sportliche Laufbahn
Erste Erfahrungen bei internationalen Meisterschaften sammelte Ruslana Raschkawan im Jahr 2015, als sie bei den Junioreneuropameisterschaften in Eskilstuna in 13,58 s den siebten Platz im 100-Meter-Hürdenlauf belegte und mit der belarussischen 4-mal-100-Meter-Staffel mit 46,44 s im Vorlauf ausschied. Im Jahr darauf gelangte sie bei den U20-Weltmeisterschaften in Bydgoszcz bis ins Halbfinale über 100 m Hürden und schied dort mit 13,61 s aus. Auch bei den U23-Europameisterschaften 2017 ebendort schied sie mit 13,54 s im Semifinale aus und 2019 schied sie bei den Halleneuropameisterschaften in Glasgow mit 8,35 s in der Vorrunde im 60-Meter-Hürdenlauf aus. Anfang Juli wurde sie dann bei den U23-Europameisterschaften in Gävle in 13,22 s Fünfte über 100 m Hürden. 
2022 wurde Raschkawan belarussische Meisterin im 60-Meter-Lauf

## Persönliche Bestleistungen
- 100 Meter: 12,30 s (+0,8 m/s), 11. Mai 2017 in Brest
  - 60 Meter (Halle): 7,49 s, 25. Februar 2022 in Mahiljou
- 100 m Hürden: 13,12 s (+2,0 m/s), 25. Mai 2019 in Argentan
  - 60 m Hürden (Halle): 8,05 s, 12. Februar 2021 in Mahiljou